# Ian Feuer
Ian Anthony Feuer (ur. 20 maja 1971 w Las Vegas) – amerykański piłkarz występujący na pozycji bramkarza.

## Kariera klubowa
Feuer treningi rozpoczął w zespole Las Vegas Generals. W 1988 roku dołączył do juniorów belgijskiego Club Brugge. Na sezon 1990/1991 został włączony do jego pierwszej drużyny, jednak nie rozegrał wówczas żadnego spotkania. Następne dwa sezony spędził na wypożyczeniu w RWD Molenbeek, w barwach którego zagrał 19 razy w pierwszej lidze belgijskiej. W 1993 roku wrócił do Stanów Zjednoczonych, gdzie w sezonie 1993 reprezentował barwy zespołu Los Angeles Salsa, grającego w lidze APSL, stanowiącej wówczas najwyższy poziom rozgrywek w kraju. 
W 1994 roku podpisał kontrakt z angielskim West Hamem United, występującym w Premier League. W jego barwach nie zagrał ani razu, był za to wypożyczany do Peterborough United (Division Two) oraz Luton Town (Division One). W trakcie sezonu 1995/1996 został wykupiony przez Luton, z którym po sezonie spadł do Division Two.
W 1998 roku Feuer został zawodnikiem amerykańskiego New England Revolution. W MLS zadebiutował 29 marca 1998 w przegranym meczu z D.C. United. Po sezonie 1998, w ciągu którego rozegrał 26 spotkań, został wypożyczony do angielskiego Rushden & Diamonds z Football Conference. Grał tam do lutego 1999, a następnie przeszedł do grającego w MLS zespołu Colorado Rapids i spędził tam sezon 1999.
W styczniu 2000 podpisał miesięczny kontrakt z Cardiff City (Division Two). Po jego wygaśnięciu, ponownie dołączył do West Hamu United. W Premier League pierwszy mecz rozegrał 15 kwietnia 2000 przeciwko Derby County (2:1). W barwach West Hamu zagrał jeszcze dwa razy, a po zakończeniu sezonu 1999/2000 odszedł do Wimbledonu (Division One), którego zawodnikiem pozostał do sierpnia 2002. W 2001 roku, od października do listopada przebywał na miesięcznym wypożyczeniu w zespole Premier League – Derby County.
Po odejściu z Wimbledonu, Feuer był związany miesięcznymi kontraktami z Tranmere Rovers (Division Two) oraz Wolverhamptonem Wanderers (Division One). W październiku 2002 zakończył karierę.

## Kariera reprezentacyjna
W reprezentacji Stanów Zjednoczonych Feuer wystąpił jeden raz, 18 marca 1992 w przegranym 1:3 towarzyskim meczu z Marokiem. W tym samym roku został powołany do kadry na letnie igrzyska olimpijskie, które piłkarze USA zakończyli na fazie grupowej. Na turnieju Feuer nie zagrał ani razu, pozostając bramkarzem rezerwowym dla Brada Friedela.

## Życie prywatne
Jego siostrą jest aktorka Debra Feuer.